# Delphinium pallidiflorum
Delphinium pallidiflorum là một loài thực vật có hoa trong họ Mao lương. Loài này được Freyn mô tả khoa học đầu tiên năm 1901.